# Carlo de Candia
Pour les articles homonymes, voir Candia.
Carlo Felice de Candia, né le 28 décembre 1803 à Cagliari et mort le 6 juin 1862 à Cagliari, est un cartographe, général et homme politique sarde.

## Biographie
Carlo Felice de Candia est le fils d'un général du royaume Sardo-Piémontais, gouverneur militaire de Nice, Don Stefano de Candia Montepagano-Fieschi (1770-1842), et de Donna Caterina Maria Grixoni di Ozieri. Il est le frère du chanteur d'opéra Mario. Baptisé par le cardinal Diego Gregorio Cadello, il a pour parrain Charles-Félix de Savoie, duc de Gênes, et pour marraine Donna Teresa Amat, marquise de Pasqua.
En 1832, il épouse Donna Cristina Aymerich Castelvì des marquis de Laconi (it) ; de leur union naît leur fils Don Stefano De Candia Aymerich-Castelvì des marquis de Laconi.
Après ses études à l'Accademia Reale di Torino (it), il obtient le grade de sous-lieutenant dans le régiment des Chasseurs de la Garde. Il termine sa carrière avec le grade de général.
Il devient vice-président de la Reale Società Agraria ed Economica en 1852.